# Косицы (Волынская область)
Косицы (укр. Косиці) — село в Ратновской поселковой общине Ковельского района Волынской области Украины.
До 2020 года входило в Ратновский район.
Код КОАТУУ — 0724285206. Население по переписи 2001 года составляет 11 человек. Почтовый индекс — 44111. Телефонный код — 3366. Занимает площадь 0,234 км².